# Saint-Germain-Lespinasse
Saint-Germain-Lespinasse ist eine französische Gemeinde mit 1.222 Einwohnern (Stand: 1. Januar 2022) im Département Loire in der Region Auvergne-Rhône-Alpes. Sie gehört zum Arrondissement Roanne und zum Kanton Renaison.

## Geographie
Saint-Germain-Lespinasse liegt etwa elf Kilometer nordwestlich von Roanne im Forez. Im Nordosten begrenzt der Fluss Teyssonne das Gemeindegebiet. Umgeben wird Saint-Germain-Lespinasse von den Nachbargemeinden Saint-Forgeux-Lespinasse im Nordwesten und Norden, Noailly im Norden und Osten, Saint-Romain-la-Motte im Osten und Süden, Saint-Haon-le-Vieux im Südwesten sowie Ambierle im Westen. Durch die Gemeinde führt die Route nationale 7. Die Gemeinde besaß einen Bahnhof an der Bahnstrecke Moret-Veneux-les-Sablons–Lyon-Perrache, der heute nicht mehr bedient wird.

## Bevölkerungsentwicklung
| Jahr                       | 1962 | 1968 | 1975 | 1982 | 1990 | 1999 | 2006 | 2015 | 2022 |
| Einwohner                  | 992  | 1135 | 1160 | 1186 | 1063 | 1101 | 1145 | 1223 | 1222 |
| Quellen: Cassini und INSEE |      |      |      |      |      |      |      |      |      |

## Sehenswürdigkeiten
- Kirche Saint-Germain
- Schloss Chamarande
- Wasserturm
- Taubenturm aus dem 15. Jahrhundert

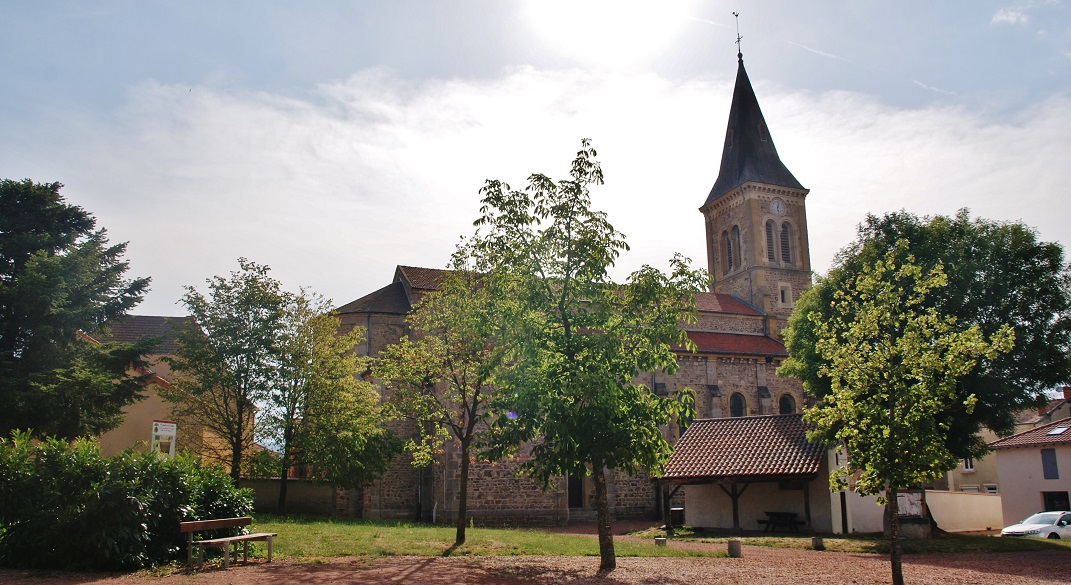
Kirche Saint-Germain
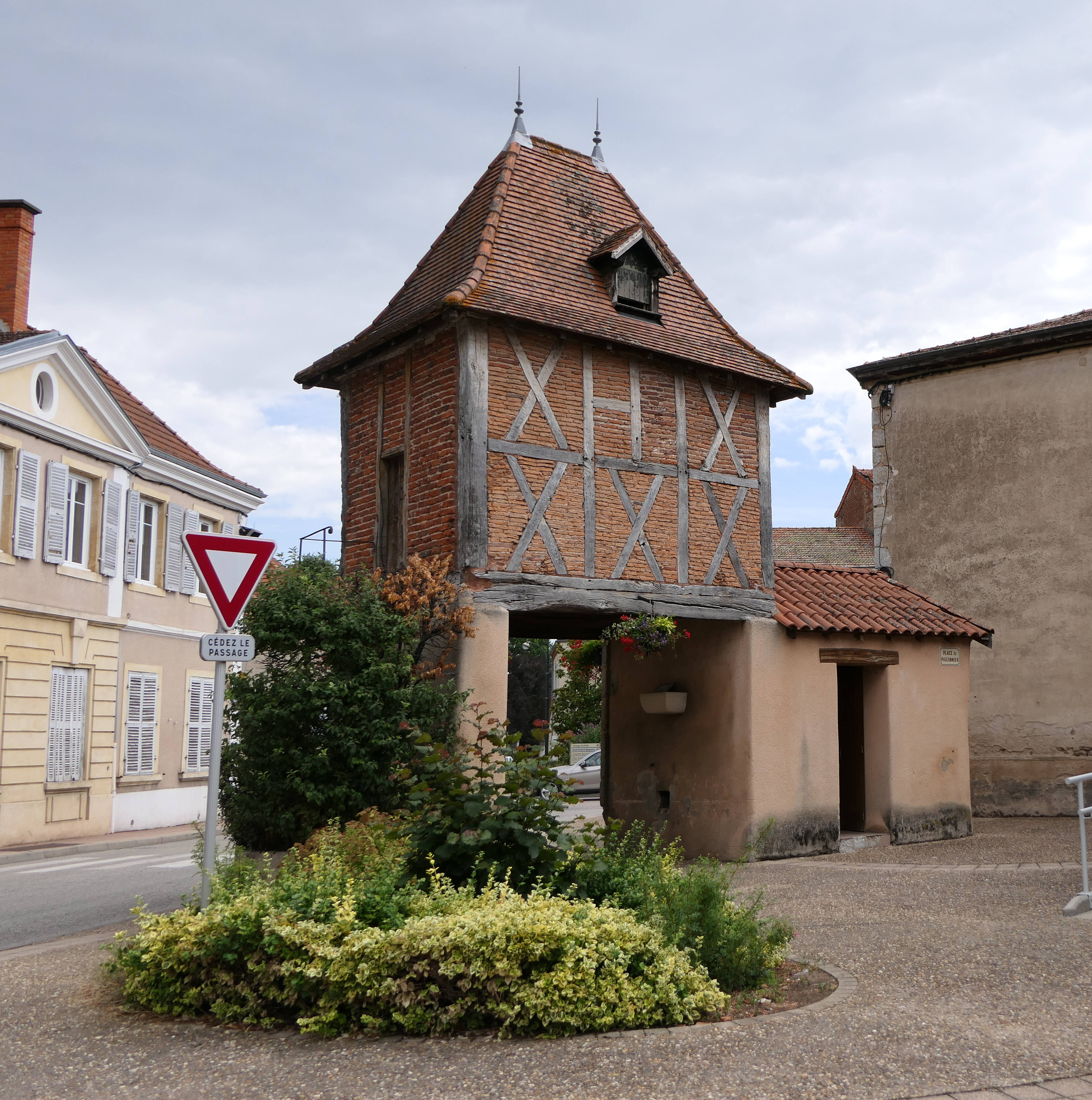
Taubenturm